# Otto Somppi
Otto Somppi (né le 12 janvier 1998 à Helsinki en Finlande) est un joueur professionnel finlandais de hockey sur glace. Il évolue au poste d'attaquant.

## Biographie

### Carrière en club
Formé au Sipoon Wolf, il poursuit sa formation chez les équipes de jeunes du Jokerit Helsinki. Il est choisi au premier tour, en dix-neuvième position par les Mooseheads d'Halifax lors de la sélection européenne 2015 de la Ligue canadienne de hockey. Il part alors en Amérique du Nord et évolue avec les Mooseheads dans la Ligue de hockey junior majeur du Québec. Il est choisi au septième tour, en deux-cent-sixième position par le Lightning de Tampa Bay lors du repêchage d'entrée dans la LNH 2016. En 2018, il passe professionnel avec le Crunch de Syracuse, club ferme du Lightning dans la Ligue américaine de hockey.

### Carrière internationale
Il représente la Finlande en sélections jeunes.

## Statistiques

### En club
| Saison    | Équipe                | Ligue |    | Saison régulière | Saison régulière | Saison régulière | Saison régulière | Saison régulière |   | Séries éliminatoires | Séries éliminatoires | Séries éliminatoires | Séries éliminatoires | Séries éliminatoires |
| Saison    | Équipe                | Ligue | PJ | B                | A                | Pts              | Pun              | PJ               | B | A                    | Pts                  | Pun                  |                      |                      |
| 2015-2016 | Mooseheads d'Halifax  | LHJMQ | 59 | 13               | 33               | 46               | 25               | -                | - | -                    | -                    | -                    |                      |                      |
| 2016-2017 | Mooseheads d'Halifax  | LHJMQ | 60 | 17               | 24               | 41               | 30               | 4                | 0 | 1                    | 1                    | 2                    |                      |                      |
| 2017-2018 | Mooseheads d'Halifax  | LHJMQ | 59 | 28               | 55               | 83               | 28               | 2                | 0 | 1                    | 1                    | 0                    |                      |                      |
| 2017-2018 | Crunch de Syracuse    | LAH   | -  | -                | -                | -                | -                | 3                | 0 | 0                    | 0                    | 0                    |                      |                      |
| 2018-2019 | Crunch de Syracuse    | LAH   | 27 | 2                | 2                | 4                | 10               | -                | - | -                    | -                    | -                    |                      |                      |
| 2018-2019 | Solar Bears d'Orlando | ECHL  | 21 | 12               | 12               | 24               | 8                | 3                | 0 | 0                    | 0                    | 6                    |                      |                      |
| 2019-2020 | Crunch de Syracuse    | LAH   | 45 | 5                | 13               | 18               | 24               | -                | - | -                    | -                    | -                    |                      |                      |
| 2020-2021 | Pelicans Lahti        | Liiga | 9  | 1                | 2                | 3                | 0                | -                | - | -                    | -                    | -                    |                      |                      |
| 2020-2021 | Crunch de Syracuse    | LAH   | 32 | 12               | 14               | 26               | 22               | -                | - | -                    | -                    | -                    |                      |                      |
| 2021-2022 | Crunch de Syracuse    | LAH   | 50 | 5                | 18               | 23               | 14               | 3                | 0 | 0                    | 0                    | 0                    |                      |                      |
| 2022-2023 | Lukko                 | Liiga | 59 | 5                | 14               | 19               | 10               | 6                | 1 | 0                    | 1                    | 4                    |                      |                      |

### En équipe nationale
| Année | Compétition                          |   | PJ | B | A | Pts | Pun | +/-           |  | Résultat |
| 2016  | Championnat du monde moins de 18 ans | 7 | 1  | 1 | 2 | 2   | +4  | Médaille d'or |  |          |